# Barnov

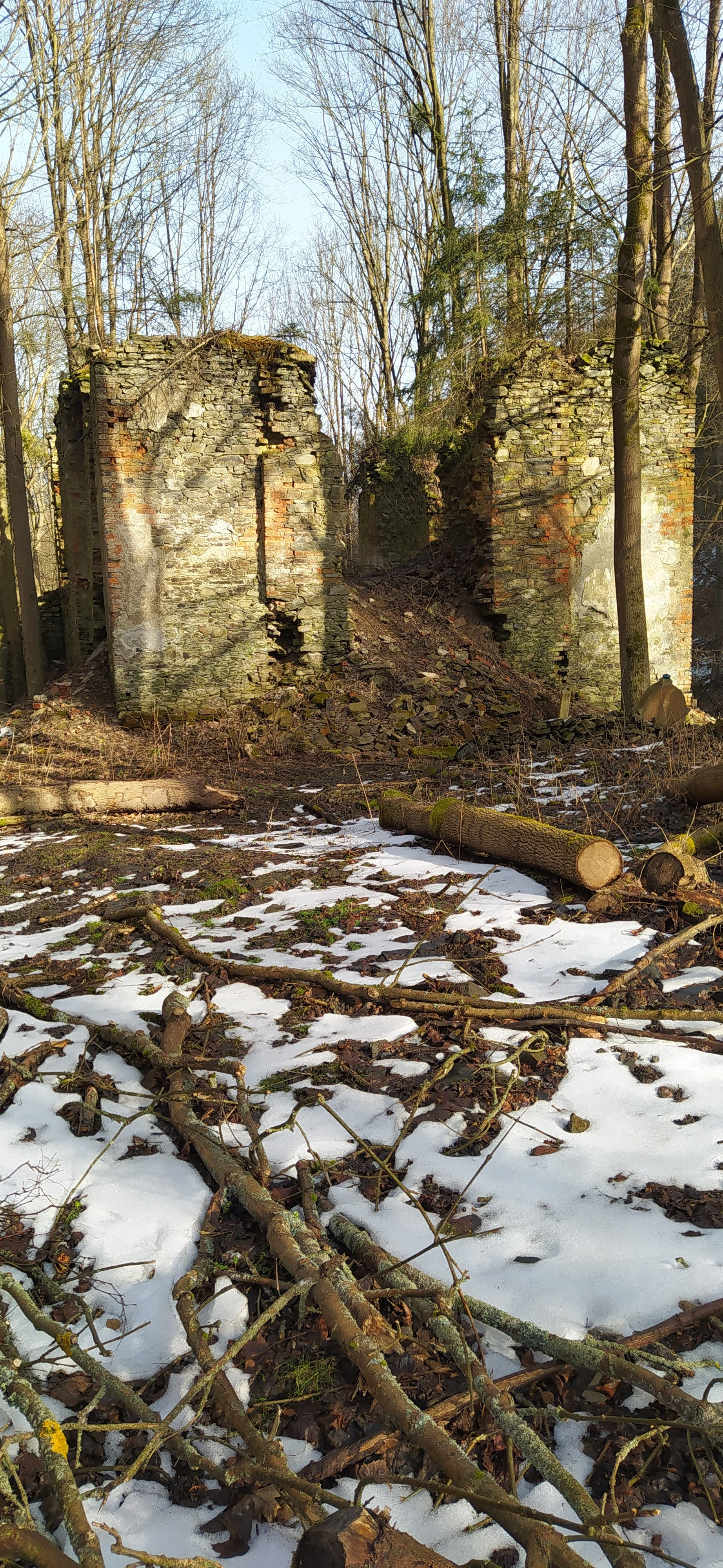
Kirche

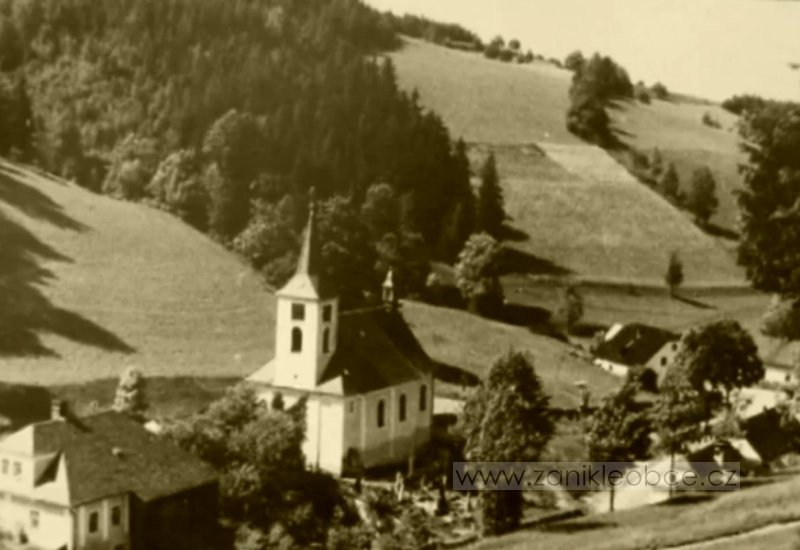
Kirche

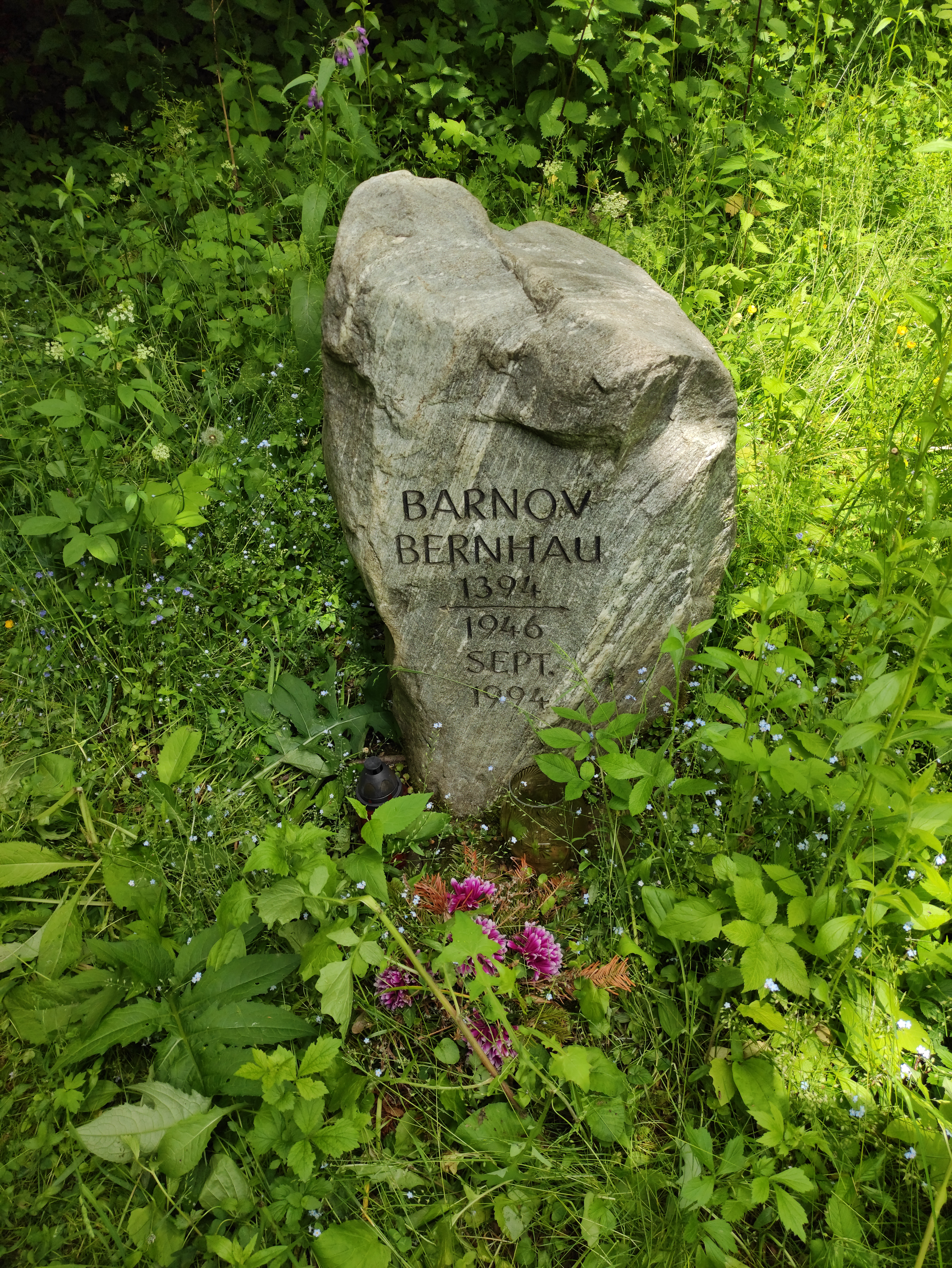

Barnov, auch Olověná (deutsch Bernhau) ist ein 1946 erloschener Ort in Nordmähren auf dem Gelände des Truppenübungsplatz Libavá. Er liegt im Tal des Chudý potok, einem Zufluss der Oder.

## Geschichte
Bernhau war von überwiegend deutschsprachiger Bevölkerung besiedelt und gehörte zwischen 1938 und 1945 zum Landkreis Bärn. 1910 zählte Bernau 382 Einwohner, 1921 waren es 347 Einwohner und 1930 hatte Bernhau 359 Einwohner. Die Bevölkerung wurde 1946 vertrieben und die Gemarkung Teil des Truppenübungsplatzes Libavá.